# Wight (creatura)

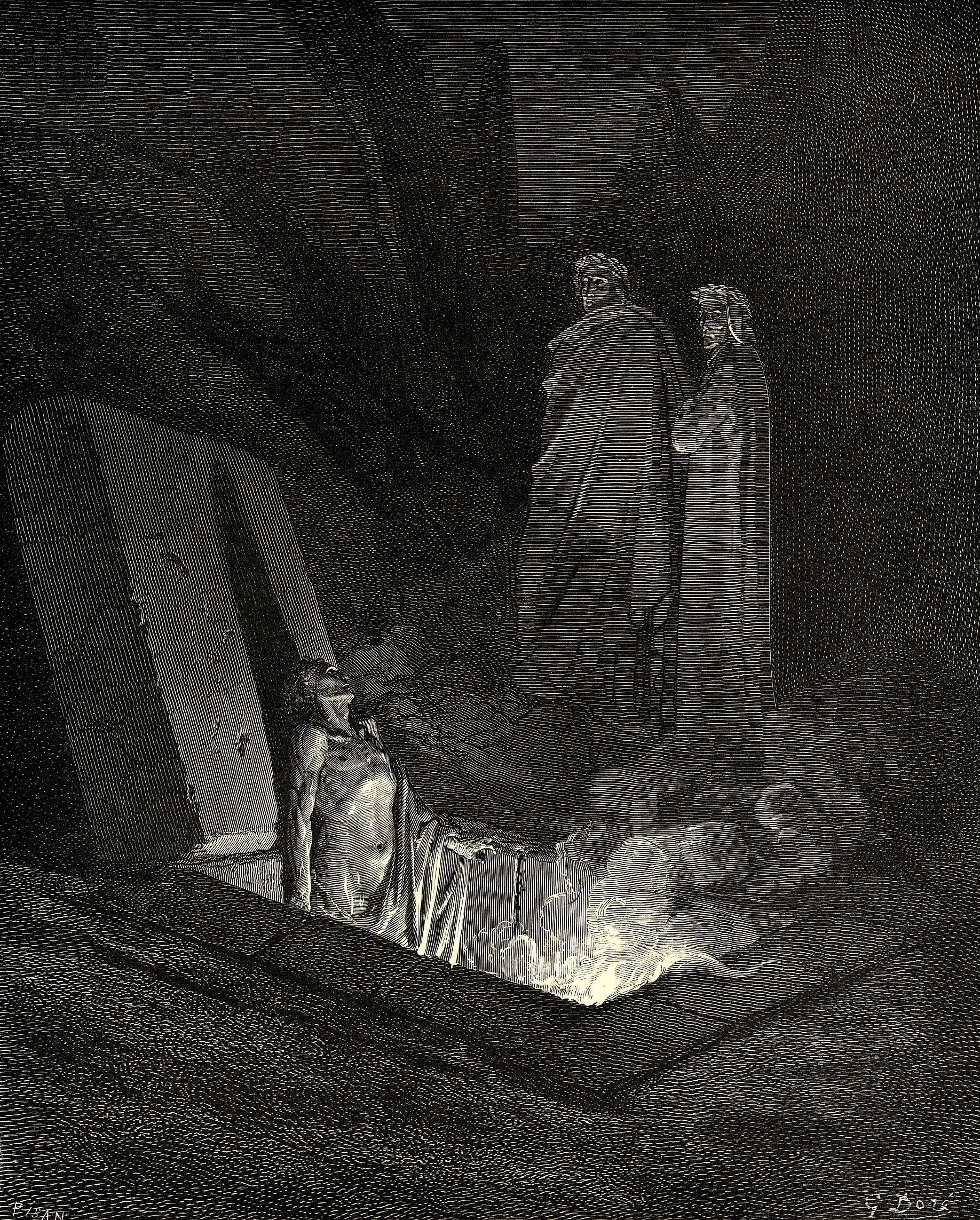
Disegno appartenente alla serie di illustrazioni dell'Inferno dantesco di Gustave Doré

Un Wight (in Old English: wiht) o anima in pena è una creatura immaginaria. Nel suo significato originale il termine indicava un essere umano vivo, ma nel fantasy è stato spesso impiegato per parlare di entità appartenenti al gruppo dei morti viventi. Il primo esempio di quest'utilizzo si trova nella traduzione in inglese della Grettis saga da parte di William Morris, dove il termine haugbui (draugur simile ad un moderno zombi ma dotato di poteri magici, che venendo sconfitto dal protagonista lo maledice provocandogli varie sventure) è tradotto come barrow-wight. Un barrow-wight (tradotto in italiano come Spettro del Tumulo) è presente inoltre ne Il Signore degli Anelli di J. R. R. Tolkien: qui è un essere dalle sembianze di un fantasma avvolto in un mantello con voce ipnotica e mani scheletriche dalla salda presa e nel libro primo de La compagnia dell'Anello insidia i quattro hobbit protagonisti, ma viene scacciato da Tom Bombadil. Esemplari di Wight compaiono anche nella serie televisiva Il Trono di Spade e nella relativa collana di libri Cronache del ghiaccio e del fuoco di George R. R. Martin: essi sono cadaveri riportati in vita e controllati per mezzo di arti magiche dagli Estranei che possono essere uccisi solo dal fuoco e dal vetro di drago. Dall'inclusione del wight nell'edizione del 1974 di Dungeons & Dragons la creatura è divenuta un essere non-morto ricorrente nei giochi fantasy, soprattutto in quelli basati su D&D come Neverwinter.

## Esempi nella letteratura inglese
- Geoffrey Chaucer (1368-1372), 'The Reeve's Tale, Verso 4236:
"For [Aleyn] had swonken al the longe nyght, And seyde, 'Fare weel, Malyne, sweete wight!'"
- Geoffrey Chaucer (1368–1372), 'The Monk's Tale, Verso 380:
"She kept her maidenhood from every wight
To no man deigned she for to be bond."
- Geoffrey Chaucer (1368–1372), The Book of the Duchess, Verso 579:
"Worste of alle wightes."
- Geoffrey Chaucer (1368–1372), prologue of The Knight, Verso 72-73:
"Ne neuere yet no vileynye he sayde
In al his lyf vnto no manere wight.
He was a verray parfit gentil knyght."
- Geoffrey Chaucer (c. 1379-1380), The House of Fame, Verso 1830-1831:
"We ben shrewes, every wight,
And han delyt in wikkednes."
- Edmund Spenser (1590–1596), The Faerie Queene, I.i.6.8-9:
"That every wight to shrowd it did constrain,
And this fair couple eke to shroud themselues were fain."
- William Shakespeare (c. 1602), The Merry Wives of Windsor, Atto I, Scena III:
"O base Hungarian wight! wilt thou the spigot wield?
- William Shakespeare (c. 1603), Othello, Atto II, Scena I:
"She was a wight, if ever such wight were"
- John Milton (1626), On the Death of a Fair Infant Dying of a Cough, Verso VI:
"Oh say me true if thou wert mortal wight..."
- Church of Scotland (1650), Scots Metrical Psalter, Salmo 18, Verso XXVI:
"froward thou kythst unto the froward wight..."
- John Keats (1820 version), La Belle Dame sans Merci:
Ah what can ail thee, wretched wight,
Alone and palely loitering;
- Washington Irving (1820), The Legend of Sleepy Hollow:
"In this by-place of nature there abode, in a remote period of American history, that is to say, some thirty years since, a worthy wight of the name of Ichabod Crane, who sojourned, or, as he expressed it, "tarried," in Sleepy Hollow, for the purpose of instructing the children of the vicinity."
- George Gordon Byron (1812-1816), Childe Harold's Pilgrimage Canto 1:
" Ah, me! in sooth he was a shamles wight ..."   .

## Wight tedesco
Un simile cambiamento di significato può essere visto nell'affine tedesco Wicht, che significa un essere umano vivente, generalmente un uomo piuttosto piccolo, povero o miserabile (non una donna). La parola è un po' antiquata nel linguaggio odierno, ma è ancora usata e facilmente riconoscibile nel linguaggio quotidiano.
Il diminutivo Wichtel si riferisce a esseri nel folklore e nella fantasia, generalmente piccoli e spesso utili, che dimorano dentro o vicino a insediamenti umani, che segretamente lavorano e aiutano gli umani, in qualche modo simili al più specifico Heinzelmännchen. Wichtel in questo senso è documentato fin dal Medioevo. Oggi Wichtel è usato più spesso di Wicht.
La parola wicht può essere usata per riferirsi a qualsiasi donna, spesso con connotazioni negative. Non è usato per riferirsi agli uomini.
Booswicht (letteralmente Male – Essere) corrispondente a 'cattivo', può essere usato per descrivere sia uomini che donne.